# Jusuf Adam Mahmud
Jusuf Adam Mahmud, arab. يوسف آدم محمود, (ur. 12 września 1972 w Dosze) – katarski piłkarz, grający na pozycji obrońcy, a wcześniej pomocnika, trener piłkarski.

## Kariera piłkarska

### Kariera klubowa
W 2000 rozpoczął karierę piłkarską w Al-Ittihad (Doha), który w 2004 zmienił nazwę na Al-Gharafa. W 2006-2008 występował w Al-Shamal SC. W 2009 zakończył karierę piłkarską w Umm-Salal SC.

### Kariera reprezentacyjna
W 2000 debiutował w narodowej reprezentacji Kataru. Łącznie rozegrał 24 mecze.

## Kariera trenerska
W 2010 prowadził Al-Mesaimeer SC. Od listopada do grudnia 2010 stał na czele reprezentacji Somalii. Od grudnia 2010 do lutego 2011 pomagał trenować Umm-Salal SC, a potem reprezentację Kataru U-20. W 2012 roku został selekcjonerem reprezentacji Somalii U-23. Od lutego do maja 2013 kierował Al-Shahania SC. 15 stycznia 2014 objął stanowisko głównego trenera El Jaish SC, z którym pracował do 21 stycznia 2014. 30 września 2014 stał na czele Al-Mesaimeer SC.

## Sukcesy i odznaczenia

### Sukcesy klubowe
- mistrz Kataru: 2002, 2005
- zdobywca Pucharu Kataru: 2002
- zdobywca Qatar Crown Prince Cup: 2000